# Liste der Baudenkmale in Gallin-Kuppentin
In der Liste der Baudenkmale in Gallin-Kuppentin sind alle Baudenkmale der Gemeinde Gallin-Kuppentin (Landkreis Ludwigslust-Parchim) und ihrer Ortsteile aufgelistet (Stand: Januar 2021).

## Daschow
| ID | Lage                                    | Bezeichnung                         | Beschreibung | Bild                                |
| -- | --------------------------------------- | ----------------------------------- | ------------ | ----------------------------------- |
|    | Schlossstraße 5 (Karte)                 | Gutshaus (Schloss Daschow) und Park |              | Gutshaus (Schloss Daschow) und Park |
|    | Schlossstraße, gegenüber Nr. 20 (Karte) | Gedenkstein für die Kollektivierung |              |                                     |

## Gallin
| ID | Lage                    | Bezeichnung         | Beschreibung                                                                      | Bild                |
| -- | ----------------------- | ------------------- | --------------------------------------------------------------------------------- | ------------------- |
|    |                         | Kriegerdenkmal 1914 | für Kuppentin, Weisin, Gallin, Diestelow, Zahren, Kressin, Charlottenhof, Penzlin | Kriegerdenkmal 1914 |
|    | Lange Straße 33 (Karte) | Bauernhaus          |                                                                                   | Bauernhaus          |

## Kuppentin
| ID | Lage                       | Bezeichnung                         | Beschreibung | Bild                                |
| -- | -------------------------- | ----------------------------------- | --- | ----------------------------------- |
|    | (Karte)                    | Kirche mit Trockenmauer             | Der Chor der evangelischen Kirche wurde 1284 erbaut, um 1337 kam das Schiff hinzu. Der Turm aus Holz stammt aus dem 16. Jahrhundert. Im Inneren befindet sich ein dreigeschossiger Altaraufsatz aus dem Jahre 1696. Die Kanzel stammt aus dem Jahr 1680. | Kirche mit Trockenmauer             |
|    | Mühlenbachstraße 5 (Karte) | Pfarrhaus                           | nach umfassender Sanierung ab 25. April 2014 als Museum für mecklenburgische Dorfkirchengeschichte genutzt. | Pfarrhaus                           |
|    | Rosenallee                 | Gedenkstein für die Kollektivierung | | Gedenkstein für die Kollektivierung |

## Penzlin
| ID | Lage                     | Bezeichnung | Beschreibung | Bild     |
| -- | ------------------------ | ----------- | ------------ | -------- |
|    | Am Brink (Karte)         | Speicher    |              | Speicher |
|    | Am Brink 17 (Karte)      | Gutshaus    |              | Gutshaus |
|    | Lindenstraße 7/8 (Karte) | Wohnhaus    |              | Wohnhaus |

## Zahren
| ID | Lage                  | Bezeichnung       | Beschreibung | Bild              |
| -- | --------------------- | ----------------- | ------------ | ----------------- |
|    | Dorfstraße 49 (Karte) | Gutshaus und Park |              | Gutshaus und Park |
|    | Dorfstraße 50 (Karte) | Stall             |              |                   |

## Ehemalige Baudenkmale
| ID | Lage                | Bezeichnung         | Beschreibung | Bild |
| -- | ------------------- | ------------------- | ------------ | ---- |
|    | Penzlin Am Brink 19 | Stall (abgebrochen) |              |      |